# West Area Computers

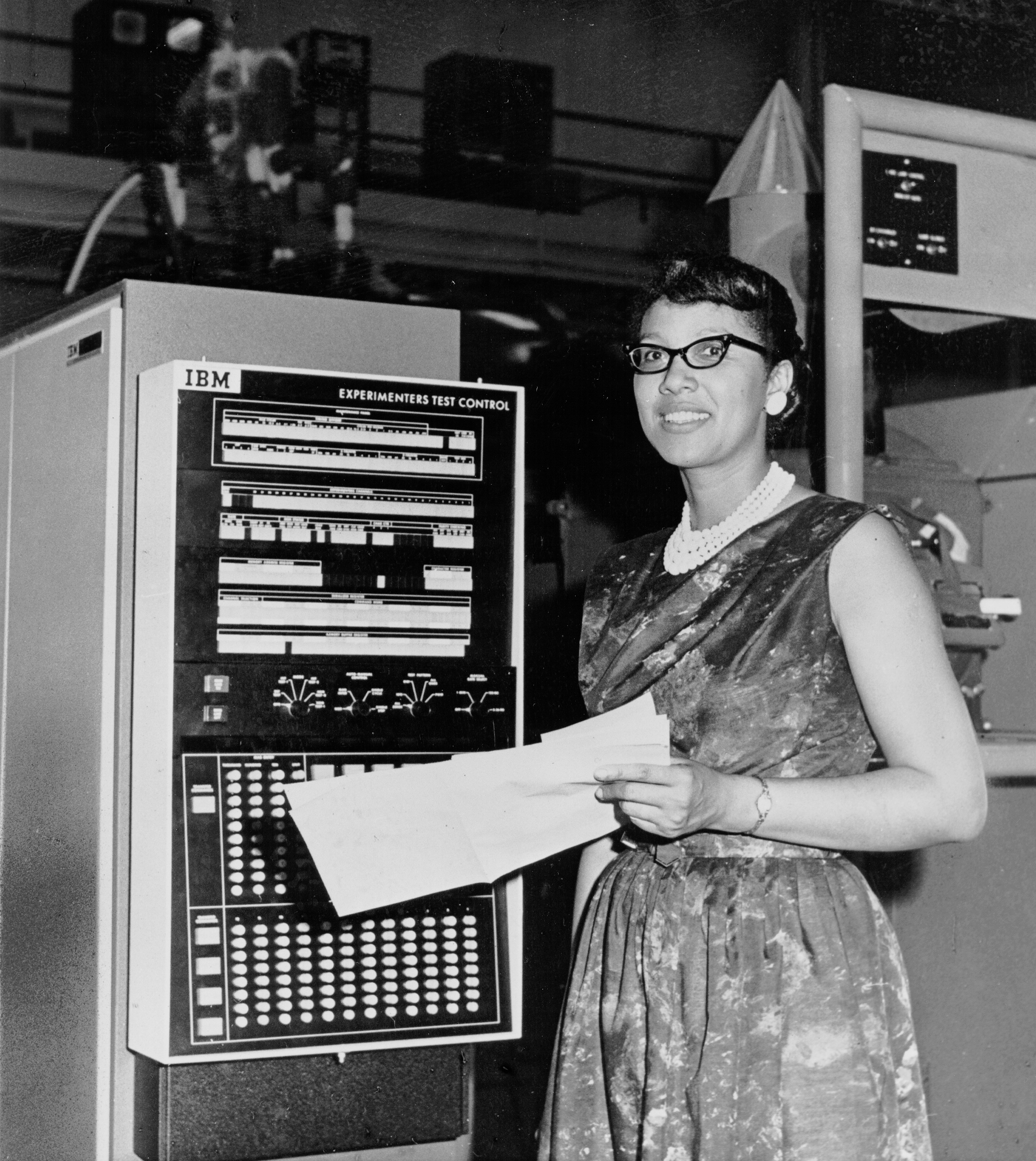
Melba Mouton trabajando con una calculadora IBM en 1964.

La unidad llamada West Area Computers (Calculistas del Área Oeste) era un grupo completamente afroamericano de mujeres matemáticas que trabajaron en el Langley Research Center de la NACA (predecesora de la NASA) desde 1943 hasta 1958. El grupo, un subconjunto de los centenares de mujeres matemáticas que empezaron la carrera de investigación aeronáutica durante la Segunda Guerra Mundial, estaba originalmente sujeto a las leyes Jim Crow de Virginia, estando obligadas a utilizar baños y cafeterías segregados.
Durante la década de 1940 el Langley Research Center de la NACA comenzó a reclutar mujeres afroamericanas con títulos universitarios, para trabajar como calculadoras humanas o calculistas. Las responsabilidades de la West Area Computers incluían el procesamiento de datos, así como colaborar con otros equipos de la NACA sobre una base temporal, según fuera necesario.
Según un estudio no publicado del profesor Dr. Beverly E. Golemba sobre los primeros computadores de Langely, los otros grupos de mujeres no sabían nada sobre las West Area Computers.  Dicho esto, tanto las mujeres, blancas como las de color entrevistadas por el  Dr. Golemba, recordaron que cuando los equipos de ambos grupos fueron asignados a un proyecto conjunto, "todas trabajaron conjuntamente a la perfeccíón”.
Supervisadas originalmente por mujeres blancas, en 1949, la NASA finalmente puso al mando a la matemática Dorothy Vaughan, convirtiéndose en la primera directora afroamericana a cargo del grupo. Dorothy Vaughan  trabajó en Langley desde 1943 hasta su retiro en 1971.
En 1958, Cuando la NACA hizo su transición a la NASA, las instalaciones segregadas, incluyendo las oficinas de las West Area Computers, fueron abolidas.

## Miembros notables
La matemática Katherine Johnson, que fue condecorada en 2015 con la Medalla Presidencial de la Libertad, se unió al grupo de las West Area Computers en 1953. Siendo posteriormente reasignada al Langley Flight Research Center, donde hizo un trabajo notable que incluye el análisis de la trayectoria para el vuelo orbital del astronauta John Glenn  en el Proyecto Mercury MA-6.
Mary Jackson también trabajó en la Unidad de las West Area Computers, bajo la dirección de la matemática Dorothy Vaughan,
El trabajo de estas tres mujeres (Vaughan, Johnson, y Jackson -entre otros centenares de mujeres) ha sido rememorado en la película de 2016 Talentos ocultos.